# Waverly (Kentucky)
Waverly è un comune degli Stati Uniti d'America, situato nello Stato del Kentucky, nella contea di Union.